# بولس (رئيس أساقفة فنلندا)
بولس واسمه العلماني أوريو أولماري (بالفنلندية: Yrjö Olmari)، وعند ولادته جورجي ألفوفيتش جوسوف (بالفنلندية: Georgi Alvovich Gusev؛ بالروسية: Георгий Алвович Гусев)؛ (28 أغسطس 1914 - 2 ديسمبر 1988) كان أسقف يوينسو بين سنتي 1955 و1960 رئيس الكنيسة الفنلندية الأرثوذكسية ورئيس أساقفة كاريليا وسائر فنلندا بين سنتي 1960 و1987.

## نشأته
ولد جورجي جوسيف في سانت بطرسبرغ، روسيا في 28 أغسطس 1914 لألكسندر إيفانوفيتش جوسيف وزوجته آنا بافلوفنا فودومنسكايا. في 1919، بعد اندلاع الثورة الروسية، انتقلت العائلة إلى فيبورغ في فنلندا وغيرت اسمها إلى أولماري في 1927. قام جورجي بدوره بتغيير اسمه إلى اسم أوريو الدارج في فنلندا. عام 1926، التحق أوريو بمدرسة قواعد اللغة في فيبورغ، لكنه توقف عن الحضور بسبب وفاة والده في 1932. وفي العام نفسه، التحق بالمعهد اللاهوتي في سورتافالا وتخرج في عام 1936. وبعد التخرج أدى خدمته العسكرية الإلزامية.

## سيامته
في العهد، شارك أوريو في جوقة الطلاب وكنائب مدير جوقة كاتدرائية سورتافالا. كما ابتدأ أيضا في تكييف الإرث الموسيقي الكنسي السلافي لاستخدامه مع اللغة الفنلندية. في أواخر عام 1937، التحق أوريو بدير فالام المطل على بحيرة لودوغا، التي كانت في ذلك الوقت محتواة في حدود فنلندا. في سبتمبر 1938، لما كان في سن الثالثة والعشرين، ترهبن أوريو باسم بولس (بالفنلندية: Paavali) ثم التحق بسلك الكهنوت
درس بولس في مدرسة الدير وقاد جوقة من المبتدئين الناطقين باللغة الفنلندية.

## أثناء الحرب
خلال فترة المناوشات بين فنلندا والاتحاد السوفيتي في حرب الشتاء، أي بين 1939 و1940 وتبعاتها خلال الحرب العالمية الثانية، استدعي الأب بولس للخدمة كملحق ديني عسكري، كما وشارك في إخلاء دير فالام. مع استمرار الحرب، خدم ككاهن لمن تم إجلاؤهم من يوينسو وكوهافا. أثناء حرب الاستمرار خدم في منطقة أولونتس في كاريليا الشرقية، وعقب انتقاله إلى يامسا في 1942، قام بتدريس الدين في معسكر للطلاب من كاريليا الشرقية.

## بعد الحرب
عقب انتهاء الحرب، خدم بولس ككاهن في يوينسو، وعين محررا في مجلس الأدب الأرثوذكسي. كما تم تعيينه رئيسا لتحرير مجلة داون. في عام 1948 عين كاهنا في أحد المصليات في كووبيو أين بدأ في تحرير كتب الخدمة الليتورجية وترجمة الموسيقى الكنسية. في عمله التحريري، ركز بولس على أهمية العبادة وسر الإفخارستيا، وقام بترجمة مجموعة من النصوص والموسيقى المستعملة في القداديس إلى اللغة الفنلندية. عُرفت هذه المجموعة باسم "ليتورجيا بافالي (أو بولس)". بعد وفاته، استغني عن التعديلات التي أدخلها على الليتورجيا الإلهية كونها غيرت الكثير من التقاليد المسلمة.

## الأسقفية
في 25 نوفمبر 1955، انتخب بولس أسقفا ليوينسو (الأسقف المساعد لرئيس أساقفة كاريليا)، وهو المنصب الذي كان شاغرا منذ عام 1925. وفي 29 أغسطس 1960، بعد تقاعد رئيس الأساقفة السابق هيرمان، انتخب رئيسا أساقفة جديدا لكاريليا وسائر فنلندا. وفي عهدته، اعترف بالكنيسة الأرثوذكسية ككنيسة ثانية للدولة الفنلندية إلى جانب الكنيسة اللوثرية الفنلندية عام 1978.

## مساهماته
ساهم بولس في تطوير الحياة الطقسية للكنيسة الفنلندية، مشجعا شركة المؤمنين على تنمية الكنيسة. كما عمل على تطوير دير فالام الجديد وتهيئته ليكون حاضنا لمعهد الثقافة والبحوث الأرثوذكسية. كما كتب عددا من الكتب عن الأرثوذكسية الشرقية والحياة الأرثوذكسية. كان أبرزها كتاب: الإيمان الذي نتشبث به (بالإنجليزية: The Faith We Hold). في عام 1967 نال الدكتوراه الفخرية من كلية اللاهوت بجامعة هلسنكي. كما اختير عضوا في أكاديمية سانت بطرسبرغ اللاهوتية.

## الرغبة في الاستقلال
أصيب بولس بمرض خطير في عام 1972، لكنه لم يرغب في التقاعد بعد. خلال إجازاته المرضية بين السبعينات والثمانينات، كان يوحنا، مطران هلسنكي آنذاك، يتولى مهام رئيس الأساقفة. بولس كان يصبو لتحقيق الاستقلال التام للكنيسة الفنلندية الأرثوذكسية. هذا كان سبب إنشاء أبرشية ثالثة في البلاد، في أولو عام 1980. لكن فكرة الاستقلال لم تصمد أمام معارضة البطريركية المسكونية والمطران يوحنا الذي كان الرئيس بحكم الأمر الواقع. مع تنامي أعداد المؤمنين، أنشئ منصب مساعد الأسقف في الكنيسة وتقلده عدد من رجال الدين من بينهم ليو الذي كان أسقفا على يوينسو (رئيس الأساقفة فيما بعد)، ثم ألكسي، أسقف يوينسو فـتيخون، أسقف هلسنكي.

## الوفاة

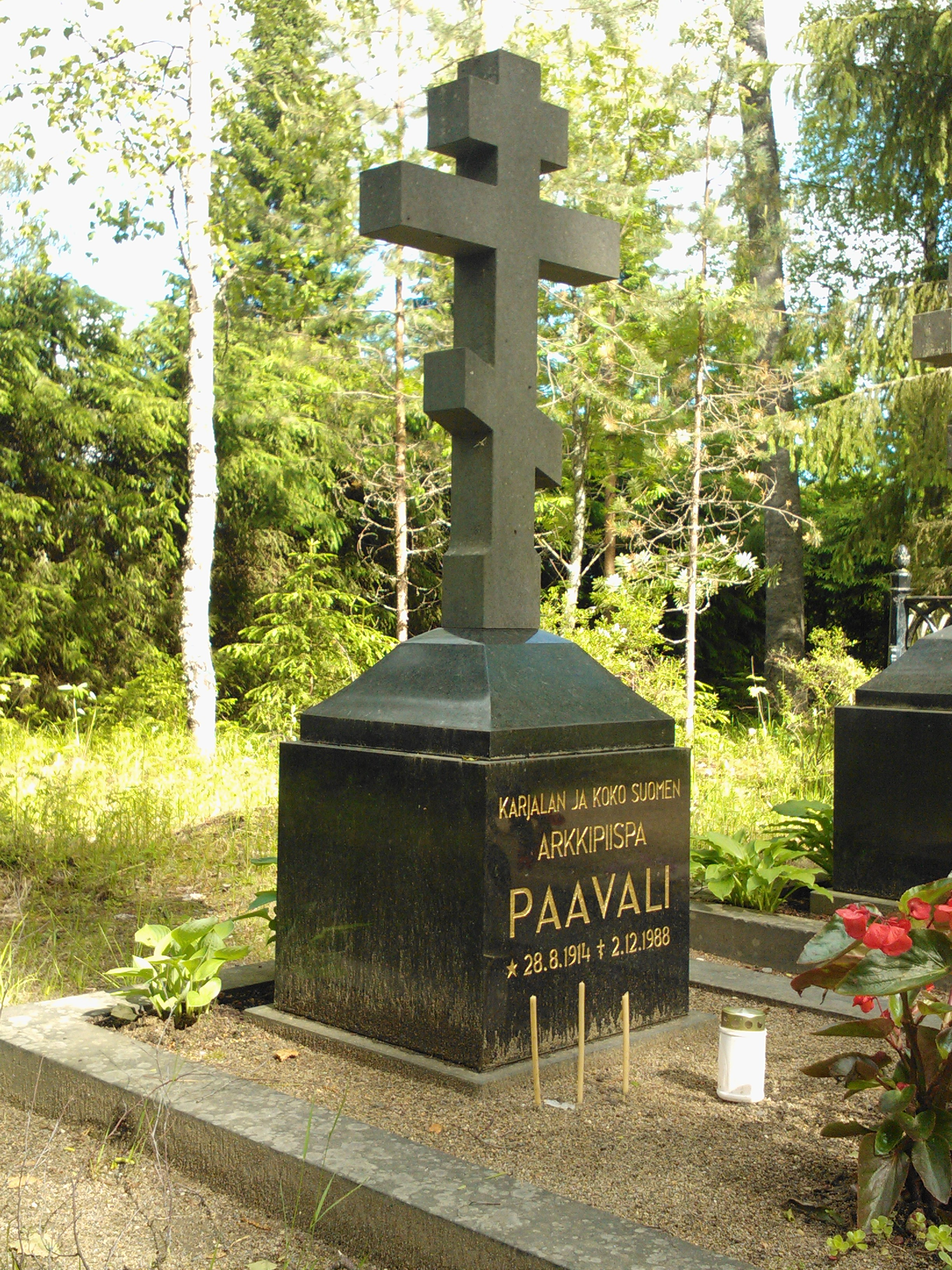
ضريح بولس رئيس أساقفة كاريليا وسائر فنلندا في دير فالام الجديد.

تقاعد بولس من منصب رئيس الأساقفة في عام 1987 وخلفه رسميا يوحنا رين. في 12 ديسمبر 1988 توفي بولس عن عمر 74 سنة، ودفن في مقبرة دير فالام الجديد.
| سبقه هيرمان (رئيس أساقفة فنلندا) | رئيس أساقفة كاريليا وسائر فنلندا 1960 -1987 | تبعه يوحنا (رئيس أساقفة فنلندا) |